# Famna livet
Famna livet är en svensk TV-serie från 1992 av Marianne Söderberg och Agneta Ulfsäter-Troell. 

## Om serien
Serien är baserad på Agneta Ulfsäter-Troells bok Famna livet från 1991, som i sin tur var baserad på  brevväxlingar mellan huvudpersonerna från 1844 fram till 1920-talet. 
Serien är en dokumentärt återberättad familjesaga som handlar om några av Agneta Ulfsäter-Troells adliga släktingars livsöden. Berättelsen utspelar sig på flera platser, men främst kring herrgårdarna Äs och Julita i Södermanland samt på Skeppsbron 10, i det Scharpska huset i Stockholm.
Seriens titel är hämtad ur dikten Aftonstämning av Daniel Fallström: ”Famna livet likt en fager saga, vävd av böljeslag och aftonglöd”.
Personer som medverkar i släkthistorien: Carl Wilhelm Hammarsköld, Carl Skogman, Christina von Post och Arre Essén.

## Handling
Den gifta Emma Schürer von Waldheim (f. Skogman, dotter till Carl David Skogman och Ulrika Scharp) träffar vid ett besök hos vänner på Skultuna den stilige Matts von Post och de inleder en brevväxling. 
I breven bekänner Matts sina varma känslor gentemot Emma. Hon ber honom att aldrig mer nämna dessa känslor då hon är gift, men med tiden blir det omöjligt även för henne att förneka att det finns ett speciellt band dem emellan. 
Detta är inledningen på en familjesaga som rymmer sorger, starka människor och levnadsöden.

## Medverkande
- Agneta Ulfsäter-Troell - Berättare
- Annika Grauers - Emma Schürer von Waldheim
- Anders Mildner/Agne Andersson - Matts von Post (Mattias Ungern von Post)
- Sofia Söderberg - Emilie Hammarsköld
- Agneta Ulfsäter-Troell - Hedda Hammarsköld
- Malin Strese - Ebbungen/Heddie
- Åke Strese - Stafs
- Julia Sigurdson - Ebba Essén
- Ann-Christine Persson - Kerstin von Post
- Janåke Larson - Raguel Essén
- Börje Ekström - Artur Bäckström